# Kathedrale von Velletri

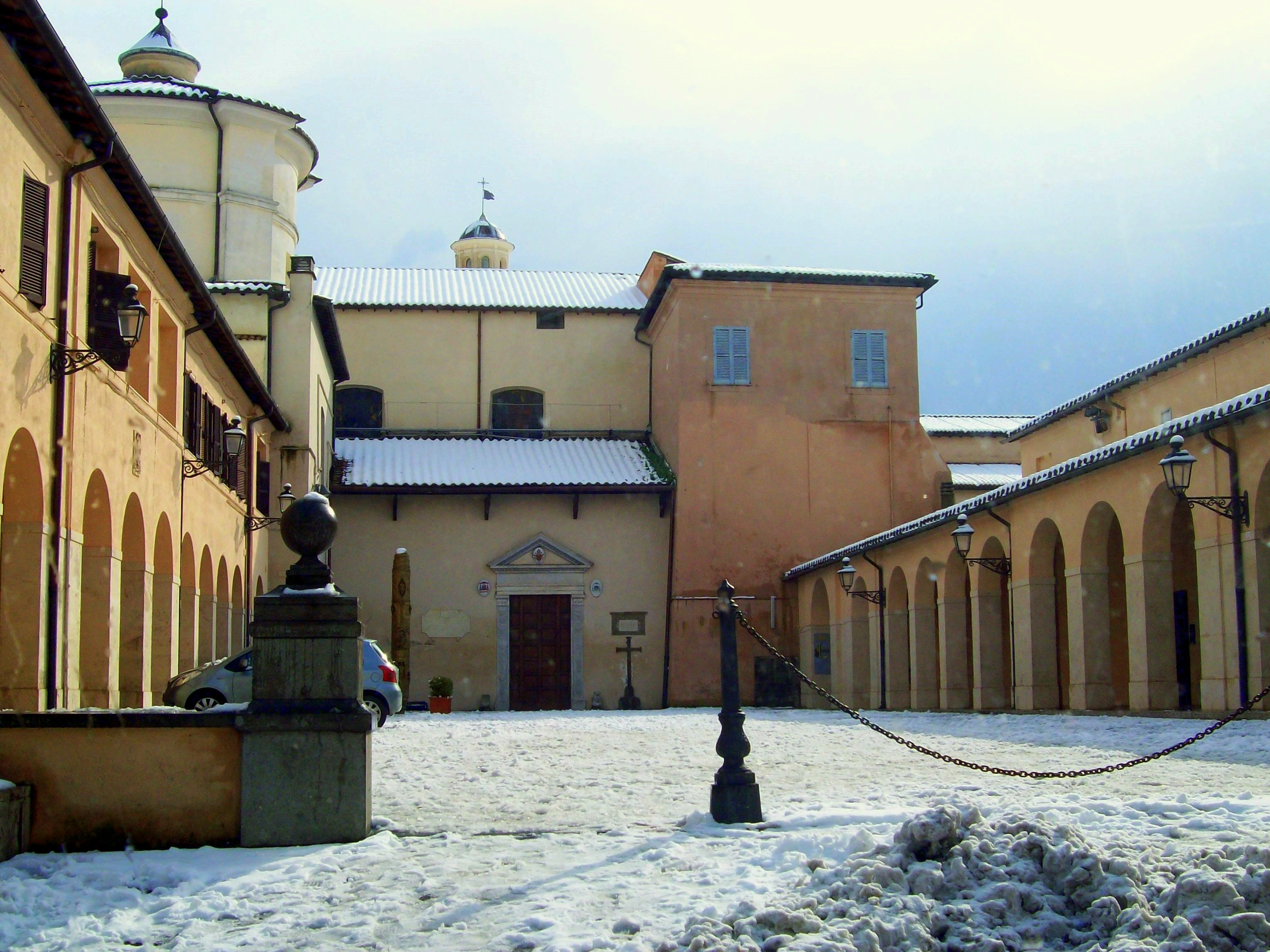
Kathedrale von Velletri

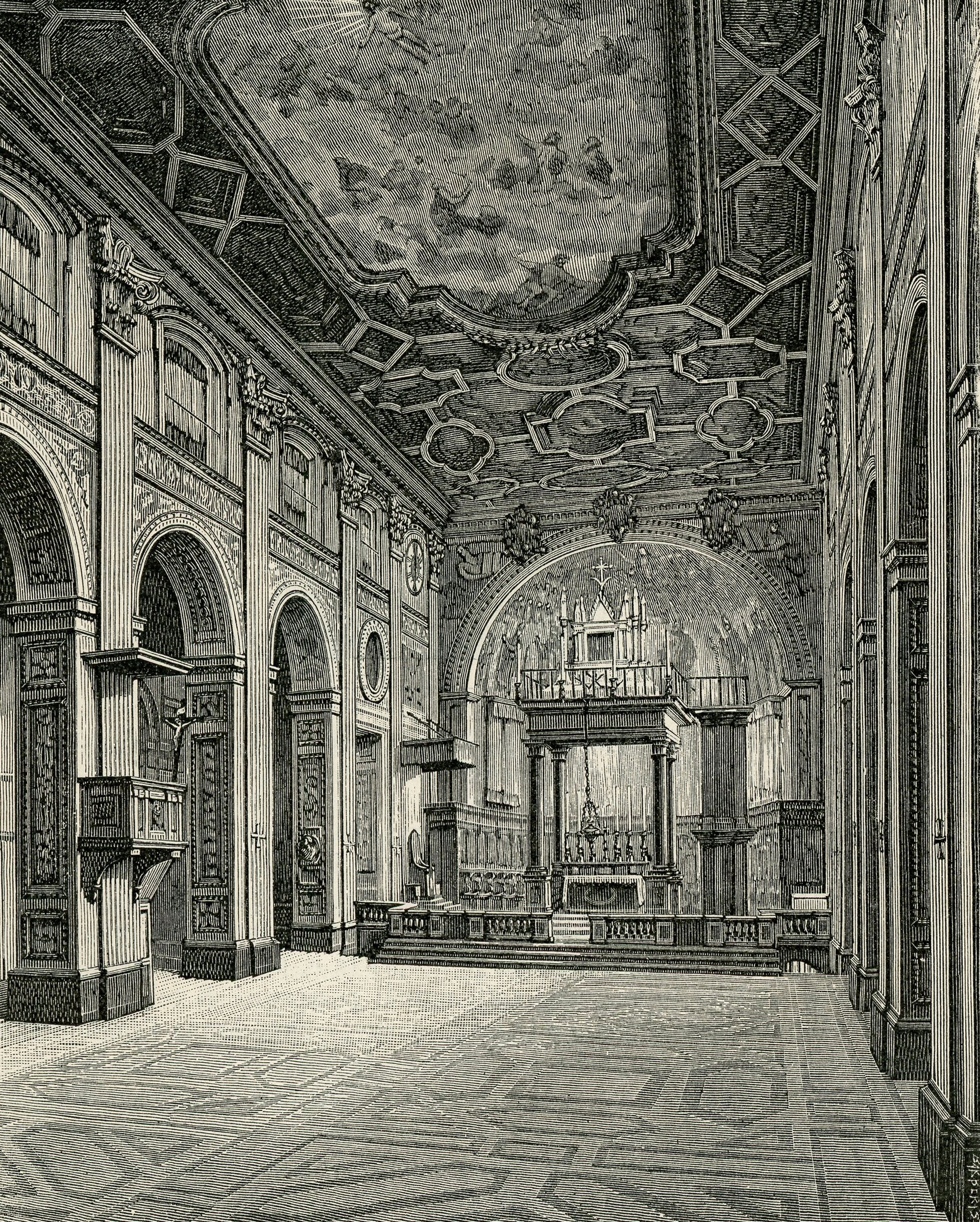
Der Innenraum in einer Gravur von 1894

Die Kathedrale von Velletri oder die Kathedrale San Clemente ist eine römisch-katholische Kirche in der mittelitalienischen Stadt Velletri, Teil der Metropolitanstadt Rom. Die Kathedrale des suburbikarischen Bistums Velletri-Segni trägt den Titel einer Basilica minor. Das spätantike Bauwerk ist heute im Stil von Renaissance und Barock ausgestaltet.

## Geschichte
Nach einer alten Überlieferung wurde die im 5. Jahrhundert bestehende römische Basilika in eine christliche Kirche umgewandelt und dem Papst und Märtyrer Clemens von Rom gewidmet, der angeblich in Velletri gepredigt haben soll und von 91 bis 101 Papst war.
Die Kirche erfuhr in ihrer langen Nutzungszeit verschiedene Veränderungen. Im 13. Jahrhundert wurde die Kirche mit dem Bau des erhöhten, damals gotischen Chors mit polygonaler Apsis und darunterliegenden der Krypta, in der die Reliquien von St. Eleuterius und St. Pontianus aufbewahrt werden, einer tiefgreifenden Renovierung unterzogen. Unter Giuliano della Rovere (1483–1503), dem späteren Papst Julius II., wurde die Kapelle der Unbefleckten Empfängnis und die Sakristei erbaut 1556 beschloss das Domkapitel, die alten Steinsitze des Chores durch ein neues Chorgestühl aus Nussbaumholz zu ersetzen, das von Luca Bencivenga aus St. Gallen gefertigt wurde. 1595 rief Bischof Gesualdo den Maler Giovanni Balducci nach Velletri, der das Martyrium des heiligen Clemens in drei Bildern malte. Am 23. Mai 1656 zerstörte ein Blitzschlag den Glockenturm im Mittelschiff der Kirche: Dieses Ereignis führte dazu, dass die Marmorsäulen der antiken römischen Basilika durch die heute noch vorhandenen gemauerten Säulen ersetzt wurden. Die Holzdecke wurde im frühen 18. Jahrhundert von Giovanni Odazzi mit Fresken bemalt. Die Arbeiten wurden von Kardinal Carlo di Ferdinando de’ Medici in Auftrag gegeben. Der Haupteingang zur Kathedrale mit seiner Fassade wurde Ende des 17. Jahrhunderts in den Bau des bischöflichen Priesterseminars einbezogen. Der heutige Eingang blickt auf die Piazza Micara und das Portal wurde von Troiano da Palestrina im Jahr 1512 geschaffen. Die Kathedrale von Velletri wurde am 2. März 1804 von Papst Pius VII. zur Basilica minor erhoben.
Im Jahr 1950 förderte Kardinal Clemente Micara, Bischof von Velletri, die Restaurierung der im Krieg beschädigten Kathedrale nach Planung des Architekten Giuseppe Zander. Das Mosaik des Apsidenbeckens wurde 1951 von dem ungarischen Maler János Hajnal angefertigt, der auch die beiden Erzengel am Triumphbogen und die polychromen Glasfenster der Apsis schuf. Das Fresko an der Decke wurde durch eine große Leinwand des Malers Canevari aus Viterbo ersetzt, der die Motive des vorherigen Werkes aufgriff und das Gemälde integrierte, indem er das Treffen von Papst Pius XII. mit den Bürgern von Velletri einfügte, die während des Krieges als Flüchtlinge in Rom waren.
Bis 1914 war Velletri zusammen mit Ostia in Personalunion Sitz des Kardinaldekan des Kardinalskollegiums, so wurden 14 Bischöfe von Velletri zum Papst gewählt. Später auch noch Papst Benedikt XVI., der die Kathedrale am 23. September 2007 besuchte und der Stadt Velletri eine Bronzesäule des Bayerischen Städtetages schenkte, die nun auf dem (zu diesem Anlass komplett renovierten) Platz vor der Kirche steht.

## Beschreibung
Die heutige Kathedrale ist eine Basilika mit einer Apsis und drei Schiffen, die von gemauerten Säulen getragen werden. Die Decke ist eine hölzerne Kassettendecke, während sich im erhöhten Chor der Hochaltar befindet, der von einem Ziborium bedeckt ist, das von vier Säulen aus orientalischem Granit mit vergoldeten Bronzekapitellen getragen wird, die von Francesco Barberini gebaut wurden. Auf dem Baldachin befindet sich der kosmatische Reliquienschrein aus dem 14. Jahrhundert in Form eines rechteckigen Tempels, mit spitz zulaufenden Seiten und spiralförmigen Säulen. In der gleichnamigen Kapelle wird die wertvolle und sehr alte Ikone der Muttergottes der Gnade aufbewahrt. Das Tafelbild Madonna mit Kind des Malers Gentile da Fabriano stammt aus dem 15. Jahrhundert. Der Raum der Kapelle der Unbefleckten Empfängnis, der sich zum rechten Seitenschiff hin öffnet, wird mit einem Kreuzgewölbe überspannt, die Sakristei liegt auf der Nordseite.